# With The Beatles
With The Beatles (с англ. — «Вместе с Битлз») — второй студийный альбом британской рок-группы The Beatles, выпущенный в 1963 году. Семь из четырнадцати песен альбома были написаны Джоном Ленноном и Полом Маккартни, шесть песен были заимствованы у других авторов и впервые за время существования группы свою песню представил Джордж Харрисон («Don’t Bother Me»). На сессиях также был записан неальбомный хит-сингл «I Want to Hold Your Hand» с песней «This Boy» на второй стороне («…Hold Your Hand» — первая из 5 песен Beatles, возглавлявших хит-парад США в апреле 1964 года; второй такой песней была «She Loves You» — самый продаваемый сингл группы — она была записана 1 июля 1963, незадолго до начала работы над данным альбомом).
Самой популярной песней альбома была «All My Loving». Несмотря на то, что она не была выпущена в Великобритании синглом, она очень часто исполнялась на концертах, а кроме того, в 1964 году получила приз «Ivor Novello Awards» как «Вторая выдающаяся песня года» (в то время как «She Loves You» и «I Want to Hold Your Hand» победили в номинации «Сторона „А“ пластинки, выпущенной в 1963 году и достигшей самых высоких сертифицированных продаж в Великобритании»).
В отличие от первого альбома, «With The Beatles» записывался достаточно долго — летом-осенью 1963 года. Ещё до выхода альбома на него поступило 250 тысяч предварительных заказов. Таким образом, впервые в истории Великобритании долгоиграющий альбом стал «серебряным» ещё до начала продаж. Как и все остальные альбомы группы, «With The Beatles» очень быстро достиг первого места в британском хит-параде. Фотография на обложке была сделана модным фотографом Робертом Фрименом, и с тех пор ее скопировали несколько музыкальных групп. Для австралийского выпуска альбома была использована другая обложка (см. илл.), чем Битлз были недовольны.
В Штатах треки альбома были представлены на первых двух альбомах, выпущенных на Capitol Records: «Meet the Beatles!» и «The Beatles' Second Album». В Канаде альбом был выпущен под названием «Beatlemania! With The Beatles». Альбом занял 420-е место в списке «500 величайших альбомов всех времён по версии журнала Rolling Stone» в 2003 году и был включен в список Роберта Димери «1001 Albums You Must Hear Before You Die» (2010). Он также занял 275-е место в третьем издании списка «1000 лучших альбомов всех времён» английского писателя Колина Ларкина (2000).

## Общая информация
Положение в британском хит-параде: 1-е место в течение 21 недели подряд с 7 декабря 1963 года (CD-версия достигла 40-го места в 1987 году).
В 2011 году обложка альбома заняла 36-е место в списке лучших обложек альбомов всех времён по мнению читателей интернет-издания «MusicRadar».

## Запись
В 1963 году музыкальные группы обычно старались выпускать более одной пластинки в год. Поэтому продюсер The Beatles Джордж Мартин и менеджер Брайан Эпстайн планировали, что группа ежегодно будет выпускать по две пластинки и четыре сингла. Вскоре после записи неальбомного сингла «She Loves You» 1 июля 1963 года, The Beatles вернулись в лондонскую студию EMI, — всего четыре месяца спустя после выпуска «Please Please Me». В отличие от их дебютного альбома, почти целиком записанного за один день (10 из 14 треков), «With the Beatles» был записан за семь сессий в течение трёх месяцев. 18 июля группа записала четыре кавера: «You Really Got a Hold on Me» Смоки Робинсона, «Money (That's What I Want)» Барретта Стронга, «Devil in His Heart» «The Donays» (переименованную в «Devil in Her Heart»), и «Till There Was You», хотя эта запись была признана неудовлетворительной.
The Beatles вновь собрались на EMI утром 30 июля, записав кавер на песню the Marvelettes «Please Mr. Postman» и приступив к работе над первым новым произведением Леннона-Маккартни «It Won't Be Long». После перерыва в студийной записи для радио-сессии «Saturday Club» для BBC, музыканты вернулись ближе к вечеру, записав наложения для «Money», «Till There Was You» и кавер на песню «Roll Over Beethoven» Чака Берри. Сессия завершилась финальными штрихами к «It Won’t Be Long» и записью «All My Loving» Маккартни, которую историк Битлз Марк Льюисон описал как «безусловно его лучшее и самое сложное сочинение на тот момент». Песня «She Loves You» была выпущена как сингл 23 августа (на стороне «Б» была записана песня «I’ll Get You») и стала первым синглом группы, который был продан тиражом более миллиона копий только в Великобритании.
Вновь «Битлз» появились в студии 11 сентября 1963 года. Они попытались осуществить запись «Little Child» Леннона и вокальные партии Старра в «I Wanna Be Your Man» (первоначально творение Леннона-Маккартни, подаренное «The Rolling Stones», которые выпустили его как свой сингл). Обе попытки были признаны неудачными; однако битлам удалось «с нуля» записать композиции Леннона «All I've Got to Do» и «Not a Second Time», и приступить к записи первой сольной композиции Харрисона «Don't Bother Me», которая осталась незавершенной. На следующий день группа перезаписала песню «Hold Me Tight» (первая попытка была предпринята ранее в том же году, 11 февраля), завершила «Little Child» и «Don’t Bother Me», но снова оставила «I Wanna Be Your Man» незавершенной. 30 сентября Джордж Мартин добавил наложения на фортепиано и органе Хаммонда к «Money» и «I Wanna Be Your Man» соответственно, пока группа была на отдыхе. Вернулись Битлз 3 октября, записав еще несколько дублей «I Wanna Be Your Man».
Четырехдорожечная запись была установлена на EMI перед сессией 17 октября, когда Битлз записали свой новый неальбомный сингл «I Want to Hold Your Hand» / «This Boy», а также речи для рождественского альбома для фан-клуба группы. Группа завершила «I Wanna Be Your Man» 23 октября, в тот же день Мартин начал одновременное микширование моно- и стерео-версии альбома, занявшее неделю. Последние штрихи были сделаны 30 октября, и 4 ноября альбом был официально завершён.

## Упаковка
Впечатленный черно-белыми фотографиями Джона Колтрейна, сделанными Робертом Фрименом, Эпстайн пригласил фотографа создать изображение для обложки. Позже Харрисон сказал, что, хотя обложка «Please Please Me» была «дерьмом», второй альбом был «началом нашего активного участия в оформлении творчества Битлз… впервые мы подумали: „Эй, давайте проявим креативность“». Группа попросила Фримена черпать вдохновение из работ их подруги Астрид Кирхгерр, фотографировавшей битлов в Гамбурге между 1960 и 1962 годами, тогда фото были решены в едином стиле: участники группы находились в полутени и не улыбались. Чтобы добиться этого результата, 22 августа 1963 года Фриман сфотографировал их в тёмном коридоре отеля «Palace Court» в Борнмуте, когда группа выступала в летней резиденции в кинотеатре «Gaumont Cinema». Для соответствия квадратному формату обложки он поместил Старра в правый нижний угол композиции, и этот выбор имел свой подтекст: «он присоединился к группе последним, а также был самым невысоким». Маккартни описал получившийся снимок как «очень угрюмый», добавив: «люди думают, что он, должно быть, работал над [этим] вечно. Но это был час. Он сел, сделал пару снимков, и вуаля, всё готово».
Первоначальная концепция заключалась в том, чтобы напечатать изображение от края до края, без отступов, без названия пластинки и без имени группы, но замысел противоречил практике музыкальной индустрии и был немедленно отвергнут со стороны EMI. Первым альбомом с фото на обложке «до краёв» стал дебютный альбом Rolling Stones, выпущенный пять месяцев спустя. Лейбл также возражал против того, чтобы Битлз не улыбались; только после вмешательства Джорджа Мартина, как главы «Parlophone», фотопортрет на обложке был одобрен. Фримену заплатили 75 фунтов стерлингов за его работу, что в три раза превысило гонорар, первоначально предложенный EMI.
Музыкальный критик Джон Харрис считает, что обложка действительно напоминает фотографии Леннона, Харрисона и Сатклиффа, сделанные Кирхгерр в Гамбурге с использованием «техники полуосвещения», и говорит, что вместе с такими песнями, как «Roll Over Beethoven» и «Money (That’s What I Want)», «With the Beatles», таким образом, представляет собой «хитрое переосмысление их имиджа начала 60-х: Гамбург, лишённый условностей и экивоков, продавался публике как смесь совершенного рок-н-ролла и крутого арт-хауса». Харрис также рассматривает обложку пластинки как «переломный» дизайн, который побудил других исполнителей избегать «мультяшных аспектов поп-фотографии» и продолжал оказывать влияние на оформление музыкальных альбомов в 1970-х годах, таких как «Transformer» Лу Рида (1972), «Horses» Патти Смит (1975) и различные панк-рок альбомы.
«EMI Australia» не получила обложку и использовала в оформлении своей версии альбома коллаж — в него вошли четыре более ранних фотопортрета музыкантов, сделанные Дезо Хоффманом по отдельности в Ливерпуле в июне 1963 года, и близкие по стилю к чёрно-белой фотографии Фримена на релизах пластинки в других странах. Битлз не знали об этом, а когда фанаты показали им обложку во время их единственного турне по Австралии в августе 1964, то сообщили менеджерам EMI о своём недовольстве заменой.

## Выпуск и приём
Parlophone выпустил альбом «With the Beatles» 22 ноября 1963 года, через восемь месяцев после выхода «Please Please Me», под каталожным номером PMC 1206 Альбом стал первым альбомом Beatles, выпущенным в Северной Америке, когда он был выпущен в Канаде 25 ноября 1963 года под расширенным названием «Beatlemania! With The Beatles», с дополнительным текстом на обложке альбома. Выпущен он был в то время только в монофоническом звучании, каталожный номер T 6051 (стерео-канадский релиз вышел лишь в 1968 году, каталожный номер ST 6051). Во время выпуска в США «With the Beatles» был неравномерно разделен на первые два альбома группы на лейбле Capitol: девять треков были выпущены на «Meet the Beatles!» (восемь собственных композиции битлов, плюс кавер «Till There Was You»), а остальные пять песен (среди них все — кавер-версии) были помещены в «The Beatles' Second Album».
На пластинку поступило предварительных заказов на полмиллиона, и к сентябрю 1965 года было продано еще полмиллиона, что сделало ее вторым альбомом, проданным тиражом в миллион копий в Великобритании, т.к. первым был саундтрек к фильму 1958 года «Юг Тихого океана». «With the Beatles» оставался на вершине чартов в течение 21 недели, вытеснив «Please Please Me», то есть «Beatles» суммарно занимали первое место 51 неделю подряд. Альбом даже достиг 11-го места в «чартах синглов», потому что в то время в британских чартах синглов учитывались все проданные пластинки, независимо от формата. Ни одна другая группа или певец не занимала первое место в чартах альбомов 51 неделю подряд. Тем не менее, саундтрек к фильму «Юг Тихого океана» занимал первое место в чартах альбомов 70 недель подряд. Рецензируя альбом, Питер Джонс из «Record Mirror» назвал пластинку шагом вперёд по сравнению с «Please Please Me», хваля и каверы, и песни Леннона-Маккартни, и особенно «Don’t Bother Me» Харрисона.
26 февраля 1987 года «With the Beatles» был официально выпущен на компакт-диске (только в моно-версии, каталожный номер CDP 7 46436 2). До того альбом был доступен на территории США только как импортный, но 21 июля 1987 года он также был выпущен внутри страны (на пластинке и на кассете). Наряду с остальными составляющими «корневой дискографии» Битлз (англ. Core discography), он был переиздан на компакт-диске в обновленных версиях коллекции стерео и моно 9 сентября 2009.
Альбом занял 420-е место в списке журнала «Rolling Stone» «500 величайших альбомов всех времён» в 2003 году, и был включен в список Роберта Димери «1001 альбом, который вы должны услышать, прежде чем умереть». Он занял 275-е место в третьем издании книги английского писателя Колина Ларкина «1000 лучших альбомов всех времен». Он занял 29-е место среди величайших альбомов в книге «Paul Gambaccini Presents the Top 100 Albums» (рус. «Пол Гамбаччини представляет 100 лучших альбомов», ранее названием книги было Critic's Choice: Top 200 Albums. Автор собрал группу экспертов из семи стран, определившую лучшие альбомы). На основании мест, которые альбом занял в профессиональных рейтингах и списках, на веб-сайте Acclaimed Music указана следующая статистика: «With The Beatles» стал третьим по популярности альбомом 1963 года, 64-м по популярности альбомом 1960-х годов и 345-м по популярности альбомом в истории.

## Список композиций
Слова и музыка всех песен — написаны Джоном Ленноном и Полом Маккартни, за исключением отмеченных.
| №  | Название                                                                                               | Вокал              | Длительность |
| -- | --- | ------------------ | ------------ |
| 1. | «It Won’t Be Long»                                                                                     | Леннон             | 2:09         |
| 2. | «All I’ve Got to Do»                                                                                   | Леннон             | 2:03         |
| 3. | «All My Loving»                                                                                        | Маккартни          | 2:06         |
| 4. | «Don’t Bother Me» (Джордж Харрисон)                                                                    | Харрисон           | 2:24         |
| 5. | «Little Child»                                                                                         | Леннон и Маккартни | 1:46         |
| 6. | «Till There Was You» (Мередит Уилсон)                                                                  | Маккартни          | 2:14         |
| 7. | «Please Mr. Postman» (Джорджия Доббинс, Уильям Гарретт, Фредди Гормэн, Брайан Холлэнд, Роберт Бэйтмэн) | Леннон             | 2:34         |

| №  | Название                                                    | Вокал             | Длительность |
| -- | ----------------------------------------------------------- | ----------------- | ------------ |
| 1. | «Roll Over Beethoven» (Чак Берри)                           | Харрисон          | 2:44         |
| 2. | «Hold Me Tight»                                             | Маккартни         | 2:32         |
| 3. | «You Really Got a Hold on Me» (Смоки Робинсон)              | Леннон и Харрисон | 2:59         |
| 4. | «I Wanna Be Your Man»                                       | Старр             | 1:58         |
| 5. | «Devil in Her Heart» (Ричард Дрэпкин)                       | Харрисон          | 2:26         |
| 6. | «Not a Second Time»                                         | Леннон            | 2:07         |
| 7. | «Money (That’s What I Want)» (Джейни Брэдфорд, Берри Горди) | Леннон            | 2:50         |

## Участники записи
The Beatles:
- Джон Леннон — ритм-гитара, вокал, хлопки, бэк-вокал, акустическая гитара, губная гармоника на Little Child, акустическая гитара с нейлоновыми струнами на Till There Was You; тамбурин на Don’t Bother Me
- Пол Маккартни — бас-гитара, бэк-вокал, хлопки, вокал, фортепиано на Little Child, клаве на Don’t Bother Me
- Джордж Харрисон — соло-гитара, бэк-вокал, хлопки, вокал, акустическая гитара, акустическая гитара с нейлоновыми струнами на Till There Was You
- Ринго Старр — ударные, бубен, хлопки, маракас, ведущий вокал в I Wanna Be Your Man, бонго на Don’t Bother Me и Til There Was You, тамбурин, ковбелл

Производство:
- Роберт Фриман[англ.] — фотография на обложке
- Джордж Мартин — аранжировка, продюсирование, сведение; фортепиано на You Really Got a Hold on Me, Not a Second Time и Money, орган Хаммонда на I Wanna Be Your Man
- Норман Смит — работа со звуком и микширование